# Сейхун, Хушенг
Хушенг Сейхун (перс.  هوشنگ سیحو2 ‎августа 1920 года, Тегеран- 26 мая 2014 года, Ванкувер) — иранский архитектор, скульптор, живописец, учёный и профессор. Он изучал изобразительное искусство в Высшей национальной школе изящных искусств в Париже и получил степень в области архитектуры в Тегеранском университете. Сейхун особенно известен своим новаторским и креативным архитектурным дизайном. Его архитектурное наследие включает большое количество памятников и более тысячи частных вилл.

## Биография
Родился 2 августа 1920 года в семье музыканта, исполнителя бахаи- мантры-молитвы. Дед Сейхуна Мирза Абдолла Фарахани был пионером в традиционной музыке. Его мать, Маулуд Кханом, играла на сетаре, а дядя Ахмад Эбади был знаменитым мастером сетара.
После окончания отделения архитектуры факультета изящных искусств Тегеранского университета по приглашению Андре Годара Сейхун поехал в Париж для продолжения образования. После трех лет обучения под руководством Отелло Заварони, получил докторскую степень по искусству.

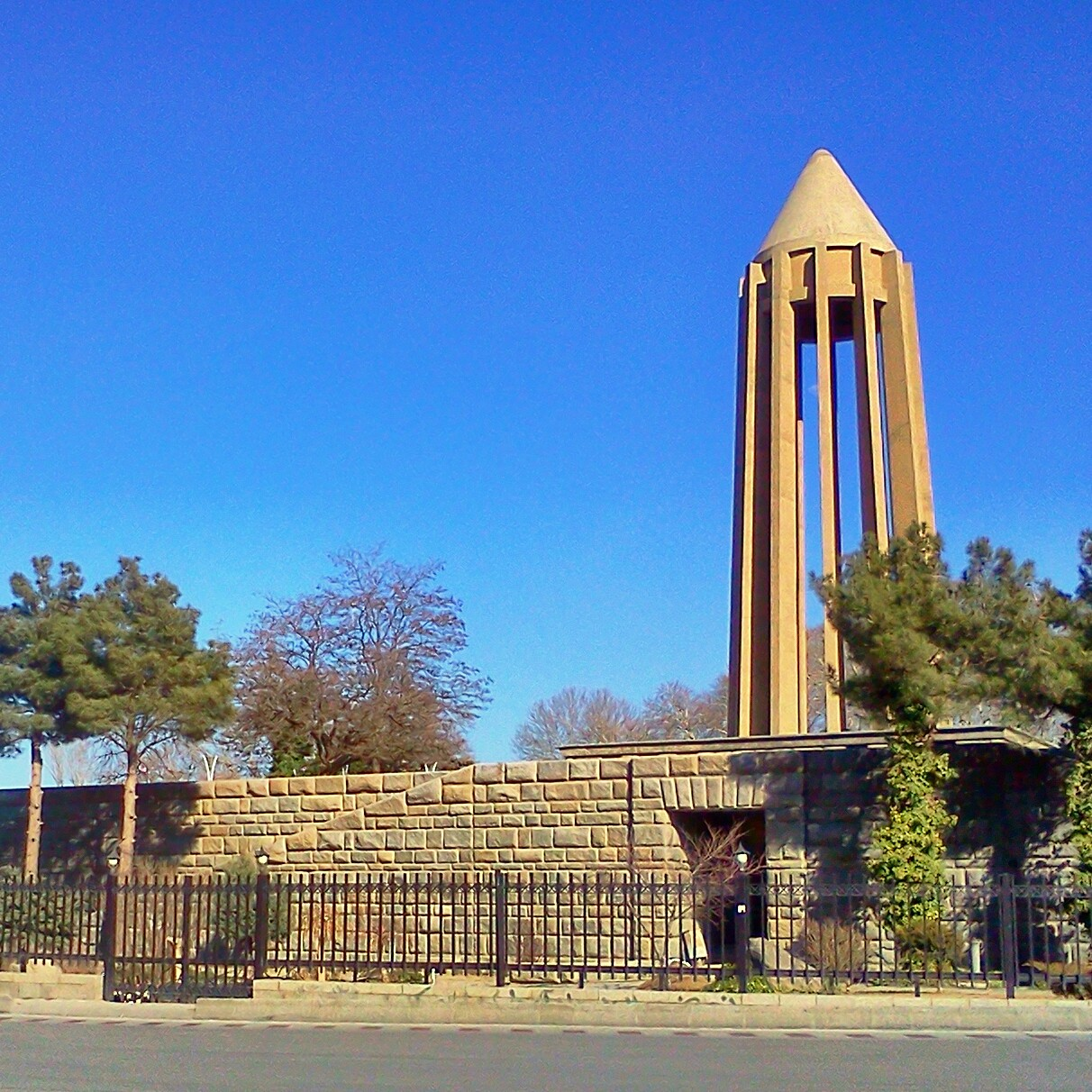
Мавзолей Абу Али ибн Сины в Хамадане. Арх. Хушенг Сейхун

В 1952 году по проекту молодого архитектора Хушенга Сейхуна был построен мемориальный памятник на могиле Абу-Али ибн Сины (Авиценны) в Хамадане в виде двенадцати устремившихся ввысь колонн, соединённых куполом. Они олицетворяют 12 искусств (наук) — отраслей знаний, которыми в совершенстве владел великий учёный.
Х.Сейхун построил памятник на могиле и другого великого поэта, философа, математика Омара Хайяма в Нишапуре.

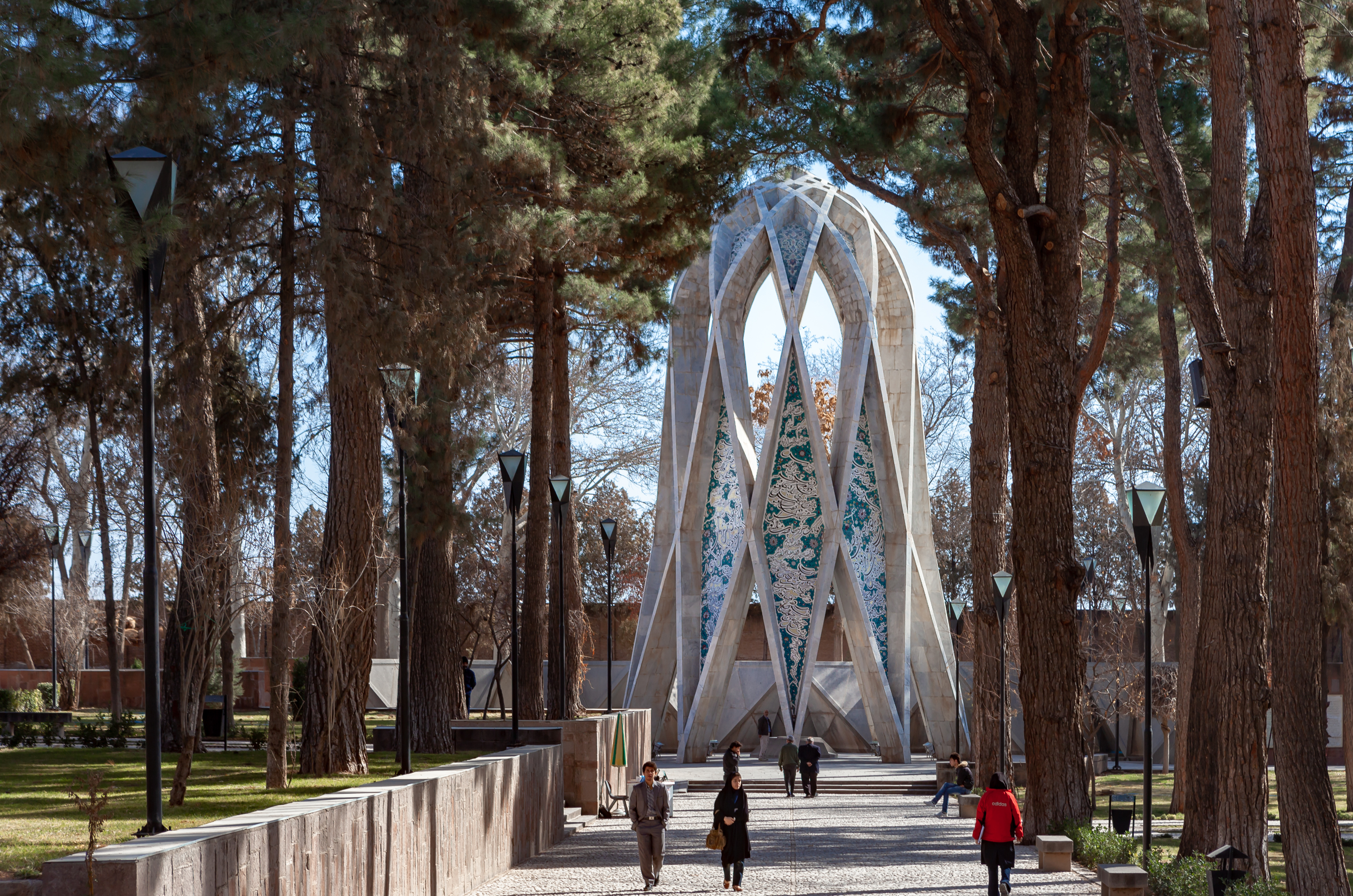
Мавзолей Омара Хайяма в Нишапуре

Во многих своих произведениях архитектор Сейхун стремился органически сочетать принципы современного функционализма с традиционными элементами иранского искусства — мотивами средневекового орнамента, эпиграфики и т. д.
Он был членом Национального комитета археологии Ирана, Высшего комитета урбанизации, Центрального комитета всех университетов Ирана, Международного комитета Икомоса и в течение 15 лет отвечал за ремонт исторических построек Ирана.
Сейхун считал, что хороший архитектор должен, как поэт, быть простым и легким. Сейхун особенно известен своим новаторским и креативным архитектурным дизайном. Его архитектурное наследие включает большое количество памятников и более тысячи частных вилл.
Сейхун прославился своими дизайнерскими работами в 1950-х годах в Иране, в том числе центральным железнодорожным вокзалом Тегерана и гробницами ученых / литературных деятелей (такими как мавзолей Авиценны в Хамадане). Он был преподавателем Колледжа архитектуры Тегеранского университета, где он также работал деканом Колледжа изящных искусств (изящных искусств)Тегеранского университета в течение шести лет.
После иранской революции 1979 года он переехал в Ванкувер и до своей смерти жил в изгнании.
Хушенг Сейхун скончался 26 мая 2014 года в Лос-Анджелесе.
Его тело, завернутое в трехцветный флаг Ирана с изображением льва и солнца и в Деравш Кавиани, было похоронено на кладбище Форест-Лаун в Лос-Анджелесе. В своем завещании Сейхун просил передать все его картины и рисунки в музей в Иране.